# Claude de Chastellux
Pour les autres membres de la famille, voir Maison de Beauvoir-Chastellux.
Pour les articles homonymes, voir Chastellux.
Claude de Beauvoir, seigneur de Chastellux, né vers la fin du XIVe siècle en Bourgogne, mort en 1453.
Issu d'une ancienne famille de Bourgogne, les Beauvoir-Chastellux, sire de Chastellux, vicomte d'Avallon, il assista à la dernière période de la guerre de Cent Ans, qui se termina en 1453, l'année même de sa mort.

## Biographie
Nommé en 1409, chambellan du duc de Bourgogne, il fut l'un de ses plus fidèles soutiens, tout au long de sa vie. Il servit avec le plus grand zèle Jean sans Peur, pendant les troubles du règne de Charles VI. Il prit part aux  luttes entre les Bourguignons et les Armagnacs qui avaient fait assassiner Jean sans Peur, puissant seigneur qui tenait en échec le roi de France et reconnaissait la domination anglaise.
Chastellux assista au désastre d'Azincourt en 1415, et contribua à la prise de Paris effectuée par les Bourguignons en 1417 par la connivence de Perrinet Leclerc. Le roi Charles VI le Fol lui remit le bâton de maréchal de France le 2 juin 1418 et l’établit son lieutenant et capitaine général dans le duché de Normandie. Chastellux enleva aux Anglais la place de Louviers, et le roi lui donna des témoignages de sa satisfaction en lui accordant de grands biens. Mais la mort de Charles VI changea la face des choses. Charles VII étant brouillé avec le duc de Bourgogne, le sire de Chastellux combattit dès lors le roi de France.
Il soutint en 1423 le siège de Cravant, place considérée comme une des clefs de la Bourgogne, contre l’armée de Charles VII et fit prisonnier Jean Stuart, connétable d’Écosse. Mémorable victoire qui assura le triomphe des Bourguignons et valut à Chastellux de grands honneurs. Ainsi, pour avoir remis Cravant au chapitre d'Auxerre, de qui elle dépendait, il fut fait de droit premier chanoine d'Auxerre, privilège transmissible à l'ainé des Chastellux.
En 1428 il est nommé gouverneur de Nevers par Philippe le Bon tuteur et beau père de son jeune cousin le comte de Nevers Charles de Bourgogne qui n'a alors que 14 ans.
Chastellux représenta le duc de Bourgogne à l’assemblée tenue à Auxerre en 1432 pour négocier la paix générale avec le cardinal de Sainte-Croix, légat pontifical et les ambassadeurs des rois de France et d’Angleterre. Chastellux apposa son sceau au traité qui fut conclu à la fin de 1432.
En 1441, à la bataille de Pontoise, il combattit Jacques d'Espailly dit Fort-Épice, le chef des écorcheurs qui tentait une incursion en Bourgogne. Le 27 février 1445 Charles, comte de Nevers, lui confia le gouvernement du Nivernais pour l’exercer en son absence et en celle d’Hugues de Digoine, seigneur de Thianges.
Le duc de Bourgogne le manda plusieurs fois auprès de lui à Dijon pour des expéditions militaires et pour des missions diplomatiques, entre 1446 et 1450.
Il fut gouverneur du Nivernais de 1445 jusqu'à sa mort.
Le maréchal de Chastellux mourut en 1453 et fut inhumé en la cathédrale d'Auxerre.

## Famille
- Alix de Toucy (ca 1360 - † novembre 1426), mariage sans postérité en 1412, veuve d'Ogier IX d'Anglure (ca 1360 - 1412).

## Armoiries
| Figure | Blasonnement |
|        | D'azur, à la bande d'or, acc. de sept billettes du même, trois de chaque côté de la bande et la septième au canton senestre du chef. |